# Егоров, Николай Григорьевич (художник)
Николай Григорьевич Егоров (род. 1946) — советский и российский художник и педагог.

## Биография
Родился 23 марта 1946 года в деревне Сирмапоси Красноармейского района Чувашской АССР. Брат В. Г. Егорова, государственного деятеля РФ.
В 1963 году окончил Мариинско-Посадское ГПТУ № 11. Затем поступил в Чебоксарское художественное училище, которое окончил уже после службы в Советской Армии в 1971 году. По направлению уехал на Сахалин, где работал художником в районом Доме культуры в городе Томари. В 1978 году окончил отделение живописи художественного факультета Дальневосточного института искусств.
В течение следующих шестнадцати лет (1978—1994) Николай Егоров работал в Казахской ССР: преподавал на художественно-графическом факультете Семипалатинского педагогического института и был художником-оформителем Семипалатинской художественной мастерской. Принимал участие в выставочной жизни художников республики, в 1987 году стал членом Союза художников СССР.
В 1994 году Н. Г. Егоров вернулся в родную Чувашию. С 1994 года работает на художественно-графическом факультете Чувашского государственного педагогического института: доцент (с 1998) и заведующий кафедрой живописи (2003—2013), доцент кафедры изобразительного искусства (2013—2015), доцент кафедры изобразительного искусства и методики его преподавания (с 2015).
Занимаясь живописью, является участником всероссийских, региональных и республиканских выставок. Его персональные выставки прошли в селе Красноармейское (1996, 1997), городах Мариинский Посад (2001) и Чебоксары (2001, 2002). Выставка работ художника, приуроченная к его 70-летию, прошла в Чувашском государственном художественном музее.

## Награды
- Заслуженный художник Чувашской Республики (2002),
- народный художник Чувашской Республики (2017),
- лауреат Государственной премии Казахской Республики им. Асета Найманбаева (1991)[4]
- Почетная грамота Министерства образования Российской Федерации
- дипломы Союза художников России.